# Coppa Libertadores 2020 (calcio femminile)
La Coppa Libertadores 2020 è stata la 12ª edizione della massima competizione sudamericana riservata a squadre femminili di club. Il torneo si sarebbe dovuto tenere tra il 25 settembre e l'11 marzo 2020 in Cile. Tuttavia, in seguito alla pandemia di COVID-19, la CONMEBOL annunciò il rinvio della competizione ai primi mesi del 2021.
Il 20 novembre venne annunciato che l'edizione del 2020 si sarebbe tenuta tra il 5 e il 21 marzo 2021 in Argentina.
Il trofeo è stato vinto, per la seconda volta nella loro storia, dalle brasiliane del Ferroviária.

## Squadre
Al torneo partecipano 16 squadre di 10 federazioni (i 10 membri della CONMEBOL), i cui criteri di qualificazione sono determinati dalle singole federazioni nazionali.
| Nazione               | Squadra              | Qualificazione                                             |
| --------------------- | -------------------- | ---------------------------------------------------------- |
| Argentina (2 squadre) | Boca Juniors         | Campione del Campionato Argentino Femminile 2019-2020      |
| Argentina (2 squadre) | River Plate          | Vicecampione del Campionato Argentino Femminile 2019-2020  |
| Bolivia (1 squadra)   | Deportivo Tròpico    | Campione del Campionato Nazionale femminile boliviano 2021 |
| Brasile (3 squadre)   | Corinthians          | Campione in carica                                         |
| Brasile (3 squadre)   | Ferroviária          | Campione del Campionato Brasiliano Femminile 2019          |
| Brasile (3 squadre)   | Avaí/Kindermann      | 3ª classificata nel Campionato Brasiliano Femminile 2019   |
| Cile (2 squadre)      | Santiago Morning     | Campione del Campionato Cileno Femminile 2019              |
| Cile (2 squadre)      | Universidad de Chile | Vincitore dei play-off per la Libertadores Femminile       |
| Colombia (2 squadre)  | Santa Fe             | Campione del Campionato Colombiano Femminile 2020          |
| Colombia (2 squadre)  | América de Cali      | 2ª classificata del Campionato Colombiano Femminile 2020   |
| Ecuador (1 squadra)   | El Nacional          | Campione del Campionato Ecuadoriano Femminile 2020         |
| Paraguay (2 squadre)  | Libertad/Limpeño     | Campione del Campionato Paraguaiano Femminile 2019         |
| Paraguay (2 squadre)  | Sol de América       | Vicecampione del Campionato Paraguaiano Femminile 2019     |
| Perù (1 squadra)      | Universitario        | Campione del Campionato Peruviano Femminile 2019           |
| Uruguay (1 squadra)   | Peñarol              | Campione del Campionato Uruguaiano Femminile 2019          |
| Venezuela (1 squadra) | Atlético SC          | Campione della Superliga Venezuelana Femminile 2021        |

## Stadi
Le partite si sono tenute a Buenos Aires e a Morón nei seguenti stadi:
- Stadio José Amalfitani, Buenos Aires (49.540)
- Stadio Nuevo Francisco Urbano, Morón (32.350)

## Fase a gironi

### Gruppo A
| Pos. | Squadra         | Pt | G | V | N | P | GF | GS | DR  |
| ---- | --------------- | -- | - | - | - | - | -- | -- | --- |
| 1.   | Corinthians     | 9  | 3 | 3 | 0 | 0 | 27 | 0  | +27 |
| 2.   | América de Cali | 6  | 3 | 2 | 0 | 1 | 10 | 4  | +6  |
| 3.   | Universitario   | 1  | 3 | 0 | 1 | 2 | 1  | 14 | -13 |
| 4.   | El Nacional     | 1  | 3 | 0 | 1 | 2 | 2  | 22 | -20 |

### Gruppo B
| Pos. | Squadra           | Pt | G | V | N | P | GF | GS | DR  |
| ---- | ----------------- | -- | - | - | - | - | -- | -- | --- |
| 1.   | Boca Juniors      | 7  | 3 | 2 | 1 | 0 | 12 | 2  | +10 |
| 2.   | Santiago Morning  | 5  | 3 | 1 | 2 | 0 | 10 | 1  | +9  |
| 3.   | Avaí/Kindermann   | 4  | 3 | 1 | 1 | 1 | 8  | 1  | +7  |
| 4.   | Deportivo Trópico | 0  | 3 | 0 | 0 | 3 | 1  | 27 | -26 |

### Gruppo C
| Pos. | Squadra        | Pt | G | V | N | P | GF | GS | DR |
| ---- | -------------- | -- | - | - | - | - | -- | -- | -- |
| 1.   | River Plate    | 7  | 3 | 2 | 1 | 0 | 4  | 0  | +4 |
| 2.   | Santa Fe       | 6  | 3 | 2 | 0 | 1 | 5  | 1  | +4 |
| 3.   | Sol de América | 4  | 3 | 1 | 1 | 1 | 2  | 2  | 0  |
| 4.   | Atlético SC    | 0  | 3 | 0 | 0 | 3 | 1  | 9  | -8 |

### Gruppo D
| Pos. | Squadra              | Pt | G | V | N | P | GF | GS | DR |
| ---- | -------------------- | -- | - | - | - | - | -- | -- | -- |
| 1.   | Universidad de Chile | 6  | 3 | 2 | 0 | 1 | 7  | 4  | +3 |
| 2.   | Ferroviária          | 4  | 3 | 1 | 1 | 1 | 5  | 6  | -1 |
| 3.   | Libertad/Limpeño     | 4  | 3 | 1 | 1 | 1 | 4  | 5  | -1 |
| 4.   | Peñarol              | 0  | 3 | 0 | 0 | 3 | 1  | 2  | -1 |

## Fase a eliminazione diretta
|  | Quarti di finale     | Quarti di finale      |                   |                      | Semifinali                | Semifinali                |  |  | Finale | Finale |
|  |                      |                       |                   |                      |                           |                           |  |  |        |        |
|  |                      |                       |                   |                      |                           |                           |  |  |        |        |
|  |                      |                       |                   |                      |                           |                           |  |  |        |        |
|  | Corinthians          | 7                     |                   |                      |                           |                           |  |  |        |        |
|  | Corinthians          | 7                     |                   |                      |                           |                           |  |  |        |        |
|  | Santiago Morning     | 0                     |                   |                      |                           |                           |  |  |        |        |
|  | Santiago Morning     | 0                     | Corinthians       | 1 (3)                |                           |                           |  |  |        |        |
|  |                      |                       | Corinthians       | 1 (3)                |                           |                           |  |  |        |        |
|  |                      | América de Cali (dtr) | 1 (4)             |                      |                           |                           |  |  |        |        |
|  | Boca Juniors         | América de Cali (dtr) | 1 (4)             | 1                    |                           |                           |  |  |        |        |
|  | Boca Juniors         |                       |                   | 1                    |                           |                           |  |  |        |        |
|  | América de Cali      | 2                     |                   |                      |                           |                           |  |  |        |        |
|  | América de Cali      | 2                     | América de Cali   | 1                    |                           |                           |  |  |        |        |
|  |                      |                       | América de Cali   | 1                    |                           |                           |  |  |        |        |
|  |                      | Ferroviária           | 2                 |                      |                           |                           |  |  |        |        |
|  | River Plate          | Ferroviária           | 2                 | 0                    |                           |                           |  |  |        |        |
|  | River Plate          |                       |                   | 0                    |                           |                           |  |  |        |        |
|  | Ferroviária          | 1                     |                   |                      |                           |                           |  |  |        |        |
|  | Ferroviária          | 1                     | Ferroviária (dtr) | 0 (7)                | Finale per il terzo posto | Finale per il terzo posto |  |  |        |        |
|  |                      |                       | Ferroviária (dtr) | 0 (7)                | Finale per il terzo posto | Finale per il terzo posto |  |  |        |        |
|  |                      | Universidad de Chile  | 0 (6)             |                      |                           |                           |  |  |        |        |
|  | Universidad de Chile | Universidad de Chile  | 0 (6)             | 3                    | Corinthians               | 4                         |  |  |        |        |
|  | Universidad de Chile |                       |                   | 3                    | Corinthians               | 4                         |  |  |        |        |
|  | Santa Fe             | 1                     |                   | Universidad de Chile | 0                         |                           |  |  |        |        |
|  | Santa Fe             | 1                     |                   |                      | 0                         |                           |  |  |        |        |
|  |                      |                       |                   |                      |                           |                           |  |  |        |        |
|  |                      |                       |                   |                      |                           |                           |  |  |        |        |

### Finale
| Arbitro: | María Belén Carvajal |

|                 |           |                                            |
| Usme 40’ (rig.) | Marcatori | 7’ Patrícia Sochor 43’ (rig.) Aline Milene |

| América de Cali | Ferroviária |

| P               | 12 | Katherine Tapia     |     |     |       |
| D               | 14 | Lizeth Ocampo       | 22’ | 46’ |       |
| D               | 2  | Daniela Arias       | 76’ |     |       |
| D               | 17 | Tatiana Castañeda   |     |     |       |
| D               | 16 | Leury Basanta       |     |     |       |
| C               | 8  | Carolina Pineda     | 73’ |     |       |
| C               | 4  | Diana Ospina        |     |     |       |
| C               | 10 | Catalina Usme (c)   |     |     |       |
| A               | 11 | Manuela González    |     | 77’ |       |
| A               | 7  | Gisela Robledo      |     | 86’ |       |
| A               | 18 | Wendy Bonilla       |     | 46’ |       |
| A disposizione: |    |                     |     |     |       |
| P               | 1  | Natalia Giraldo     |     |     |       |
| P               | 20 | Luiza Montaño       |     |     |       |
| D               | 3  | Anlly Iglesias      |     |     | 90+1’ |
| D               | 5  | Fabiana Yantén      |     |     |       |
| C               | 6  | Jessica Caro        |     | 46’ | 90+1’ |
| C               | 15 | Sara Sofía Martínez |     | 86’ |       |
| C               | 19 | Mariana Zamorano    |     |     |       |
| A               | 9  | Joemar Guarecuco    |     | 77’ |       |
| A               | 13 | Gabriela Rodríguez  |     | 46’ |       |
| Allenatore:     |    |                     |     |     |       |
| Andrés Usme     |    |                     |     |     |       |

| P               | 1  | Luciana          |       |       |
| D               | 2  | Monalisa         | 31’   | 68’   |
| D               | 3  | Ana Alice        |       |       |
| D               | 16 | Yasmin Cosmann   |       | 46’   |
| D               | 6  | Barrinha         |       |       |
| C               | 4  | Luana Sartório   |       |       |
| C               | 13 | Carol Tavares    |       |       |
| C               | 5  | Nicoly           |       |       |
| A               | 7  | Patrícia Sochor  | 90+6’ |       |
| A               | 11 | Lurdinha         |       | 85’   |
| A               | 10 | Aline Milene (c) |       | 90+5’ |
| A disposizione: |    |                  |       |       |
| P               | 12 | Lucilene         |       |       |
| P               | 18 | Yanne            |       |       |
| D               | 19 | Géssica          | 69’   | 46’   |
| D               | 20 | Daiane           |       | 85’   |
| C               | 8  | Duda Batista     |       | 90+5’ |
| C               | 14 | Leidiane         |       |       |
| C               | 15 | Amanda Brunner   |       |       |
| C               | 17 | Rafa Mineira     |       | 68’   |
| Allenatore:     |    |                  |       |       |
| Lindsay Camila  |    |                  |       |       |